# Самсон Рефелсон
Самсон Рефелсон (англ. Samson Raphaelson; 1894—1983) — провідний американський драматург, сценарист та письменник-фантаст.
Працюючи рекламним агентом у Нью-Йорку, він написав оповідання, що базувалось на ранньому житті Ел Джолсона під назвою «День спокути», яке він потім переробив у п'єсу «The Jazz Singer».
На ній ґрунтується сценарій фільму «Співак джазу», який став першим звуковим музичним фільмом, в якому знявся Джолсон. Потім він працював сценаристам з Ернстом Любічем на створенням таких фільмів як «Неприємності у раю», «Крамниця за рогом» та «Небеса можеуть почекати», а також з Альфредом Хічкоком («Підозра», 1941). Його короткі оповідання з'явилися в «The Saturday Evening Post» та інших провідних журналах, він також викладав в Університеті штату Іллінойс.